# Tutto Carrà
Tutto Carrà è un album raccolta della cantante pop Raffaella Carrà, pubblicato nel 1999 dall'etichetta discografica Epic Records e distribuito dalla Sony Music.

## Il disco
Pochi mesi dopo la prima raccolta ufficiale Fiesta - I grandi successi del 1999, che propriamente è un album di remix perché contiene canzoni riarrangiate e ricantate oltre a due inediti, viene pubblicato questo cofanetto in due CD, distribuito in Italia con due copertine diverse e alternando la foto interna del libretto a quella della copertina.
Questa seconda raccolta ufficiale, curata da Paolo Piccioli, sua la nota di copertina, e promossa da Rudy Zerbi, all'epoca coordinatore artistico della Sony BMG Music Entertainment, contiene numerosi brani mai pubblicati su CD o che addirittura appaiono per la prima volta sul mercato italiano. Non è mai stata resa disponibile per il download digitale o sulle piattaforme streaming.
Sul CD è presente per la prima volta il brano Get Movin', versione in inglese di Rumore, inciso nel 1974 e rimasto inedito, analogamente a Festa, versione in italiano di Fiesta, registrata del 1977.

## Versioni internazionali
Nel 2000 la compilation è stata distribuita anche in Spagna con quasi tutte le tracce tradotte.
- 2000 - Tutto Carrà (Sony 498483)[5]
- Lato A: 1. Fiesta, 2. Hay que venir al sur (Tanti auguri), 3. En el amor todo es empezar (A far l'amore comincia tu), 4. No pensar en ti, 5. Latino, 6. Fuerte fuerte fuerte, 7. Lucas, 8. Santo santo (Ma che vacanza è), 9. Perdonémonos (Riproviamoci), 10.  Lola (Tango), 11. Io ti amo, 12. Competicion, 13. 5353456, 14. Chak (Ciak), 15. Stupida gelosia
- Lato B: 1. Rumore (italian version), 2. Caliente caliente, 3. Corazòn salvaje, 4. Felicità tà tà (spanish version), 5. Pedro (italian version), 6. Amor ingrato (Povero amore), 7. Lovin' You Loosin' You, 8. Buen amor (Amicoamante), 9. Yo no sé vivir sin ti (Io non vivo senza te), 10. Inocente (Meno male), 11. No le hagas lo que a mi (E salutala per me), 12. Black Cat, 13. California (spanish version), 14. Male (italian version), 15. Rosso (italian version)
- Bonus track:   16. Rumore 2000 (spanish maxi version)[6][7]

## Tracce
CD 1
1. Ma che sera – 3:31 (Gianni Boncompagni) – 1974
2. Rumore – 3:30 (testo: Andrea Lo Vecchio – musica: Guido Maria Ferilli) – 1974
3. A far l'amore comincia tu – 2:42 (testo: Daniele Pace – musica: Franco Bracardi) – 1976
4. Fiesta – 3:20 (testo: Gianni Boncompagni, Luis Gómez Escolar – musica: Franco Bracardi, Paolo Ormi) – 1977
5. Forte forte forte – 3:22 (testo: Cristiano Malgioglio – musica: Franco Bracardi) – 1976
6. Male – 3:45 (testo: Gianni Boncompagni, Andrea Lo Vecchio – musica: Shel Shapiro) – 1975
7. E salutala per me – 4:35 (testo: Gianni Boncompagni – musica: Franco Bracardi) – 1979
8. Satisfaction – 2:50 (Mick Jagger, Keith Richards) – 1973
9. Quando quando quando – 2:39 (testo: Alberto Testa – musica: Tony Renis) – 1973
10. Io non vivo senza te – 3:27 (testo: Gianni Belfiore – musica: Gianni Boncompagni, Paolo Ormi) – 1980
11. Domani – 3:28 (testo: Gianni Belfiore – musica: Franco Bracardi) – 1980
12. Romagna mia – 2:05 (Secondo Casadei) – 1973
13. Copacabana – 2:55 (testo: Alfredo Bracchi – musica: Giovanni D'Anzi) – 1974
14. Drin drin – 3:33 (testo: Gianni Belfiore, Gianni Boncompagni – musica: Franco Bracardi) – 1979
15. Non dobbiamo litigare più – 3:22 (testo: Gianni Boncompagni – musica: Paolo Ormi, Franco Bracardi) – 1977
16. Sono nera – 3:45 (testo: Gianni Boncompagni – musica: Gianni Boncompagni, Paolo Ormi) – 1978
17. Din don dan – 3:04 (testo: Roberto Lerici – musica: Gianni Ferrio) – 1974
18. Felicità tà tà (spanish version) – 3:04 (testo: Carmo – musica: Gianni Boncompagni, Paolo Ormi) – 1976 [8]

CD 2
1. Felicità tà tà (italian version) – 3:04 (testo: Gianni Boncompagni, Dino Verde – musica: Gianni Boncompagni, Paolo Ormi) – 1974
2. Tanti auguri – 3:50 (testo: Gianni Boncompagni, Daniele Pace – musica: Gianni Boncompagni, Paolo Ormi) – 1978
3. Mi sento bella – 3:41 (testo: Gianni Boncompagni – musica: Paolo Ormi) – 1977
4. Mi vien da piangere – 2:58 (testo: Gianni Boncompagni, Andrea Lo Vecchio – musica: Franco Bracardi) – 1974
5. Mi spendo tutto – 3:33 (testo: Gianni Belfiore – musica: Gianni Boncompagni, Paolo Ormi) – 1980
6. 0303456 – 3:15 (Gianni Boncompagni) – 1976
7. Ci vediamo domani – 3:10 (testo: Gianni Boncompagni – musica: Gianni Boncompagni, Paolo Ormi) – 1978
8. La Bamba – 2:50 (Rafael Gayoso) – 1973
9. A parole – 3:38 (testo: Gianni Belfiore, Gianni Boncompagni – musica: Franco Bracardi) – 1979
10. Il guerriero – 3:12 (Gianni Boncompagni) – 1974
11. Pedro – 3:20 (testo: Gianni Boncompagni – musica: Gianni Boncompagni, Franco Bracardi, Paolo Ormi) – 1980
12. Luca – 3:53 (testo: Gianni Boncompagni – musica: Gianni Boncompagni, Paolo Ormi) – 1978
13. Torna da me – 2:55 (testo: Gianni Belfiore, Gianni Boncompagni – musica: Franco Bracardi) – 1979
14. Ma ne sai più di me – 3:40 (testo: Gianni Boncompagni – musica: Franco Bracardi) – 1977
15. She's Lookin' Good – 3:44 (Rodger Collins) – 1974
16. Get Movin' [9] (Rumore) – 3:30 (testo: Andrea Lo Vecchio – musica: Guido Maria Ferilli) – Inedito - 1974
17. En el amor todo es empezar (A far l'amore comincia tu) – 2:40 (testo: Antonio Figueroa – musica: Franco Bracardi) – 1976
18. Festa (Fiesta) – 3:18 (testo: Gianni Boncompagni – musica: Franco Bracardi, Paolo Ormi) – Inedito, 1977